# کیتاآیکی، ناگانو
کیتاآیکی، ناگانو (به لاتین: Kitaaiki, Nagano) یک منطقهٔ مسکونی در ژاپن است که در Minamisaku District واقع شده‌است. کیتاآیکی ۵۶٫۳۲ کیلومترمربع مساحت و ۸۵۲ نفر جمعیت دارد.